# Wybory parlamentarne w Finlandii w 2015 roku

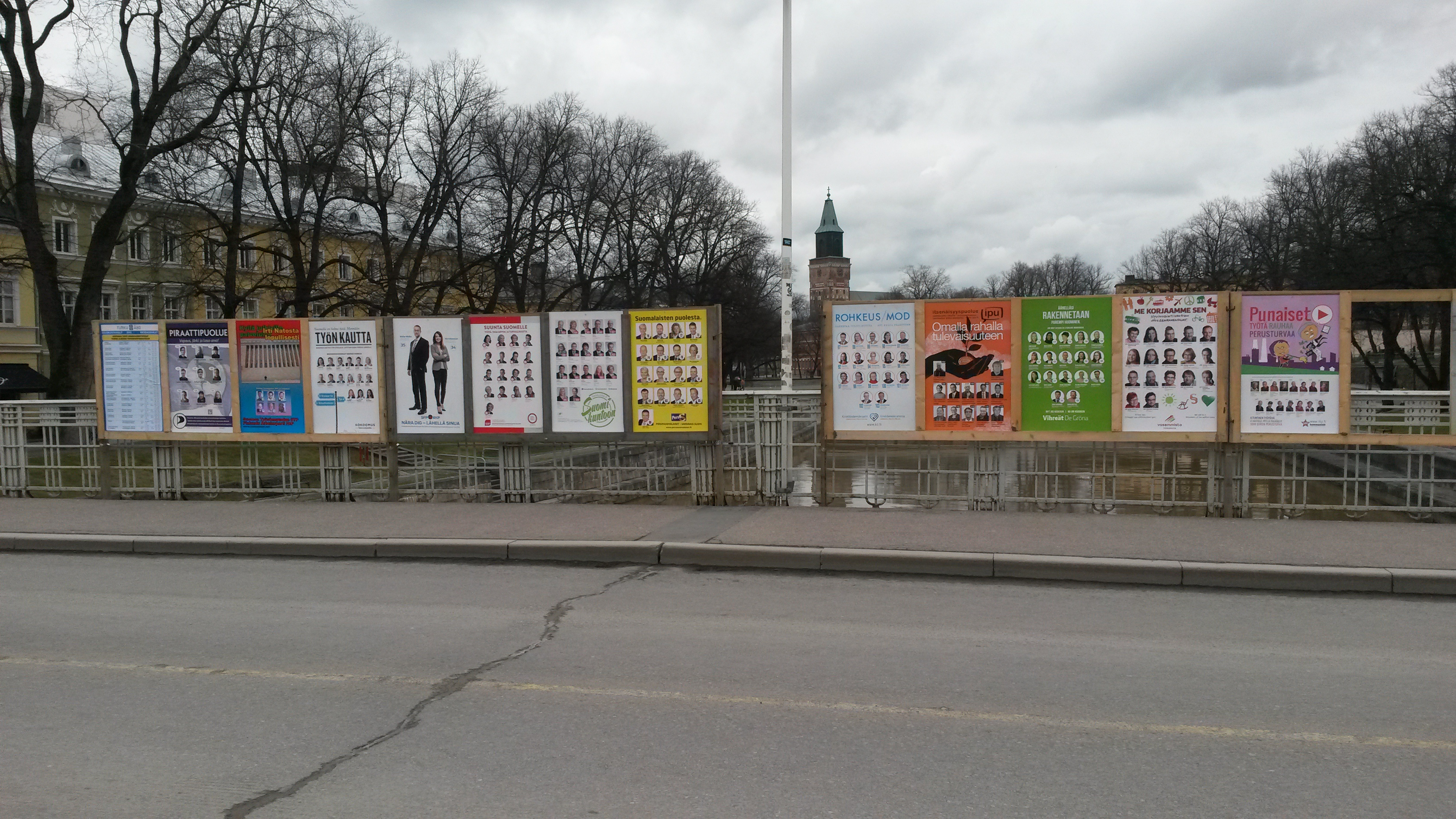
Plakaty wyborcze w Turku

Wybory parlamentarne w Finlandii (fiń. Eduskuntavaalit 2015, szw. Riksdagsvalet i Finland 2015) odbyły się 19 kwietnia 2015. Lokale wyborcze były otwarte od 9 do 20. Podczas wyborów na czteroletnią kadencję wybrano 200 parlamentarzystów z 13 okręgów wyborczych. Głosowanie korespondencyjne było możliwe w dniach 8-14 kwietnia 2015 (poza Finlandią 8-11 kwietnia). Oficjalne wyniki podane zostały 22 kwietnia 2015.
Prawo do głosowania mieli wszyscy obywatele Finlandii w wieku co najmniej 18 lat, czyli 4 463 333 osoby, w tym 242 096 za granicą. Korespondencyjnie zagłosowały 1 346 134 osoby, co stanowi 31,9% uprawnionych do głosowania. Najwięcej wyborców głosowało korespondencyjnie w okręgach Laponia, Satakunta i Oulu.
Ostatni sondaż przedwyborczy przeprowadzono w dniach 23 marca do 15 kwietnia 2014. Wskazywał on na zwycięstwo Partii Centrum z 24% poparcia, drugie miejsce miałoby przypaść Partii Koalicji Narodowej (16,9%), a trzecie Perussuomalaiset (16,7%).

## Okręgi wyborcze

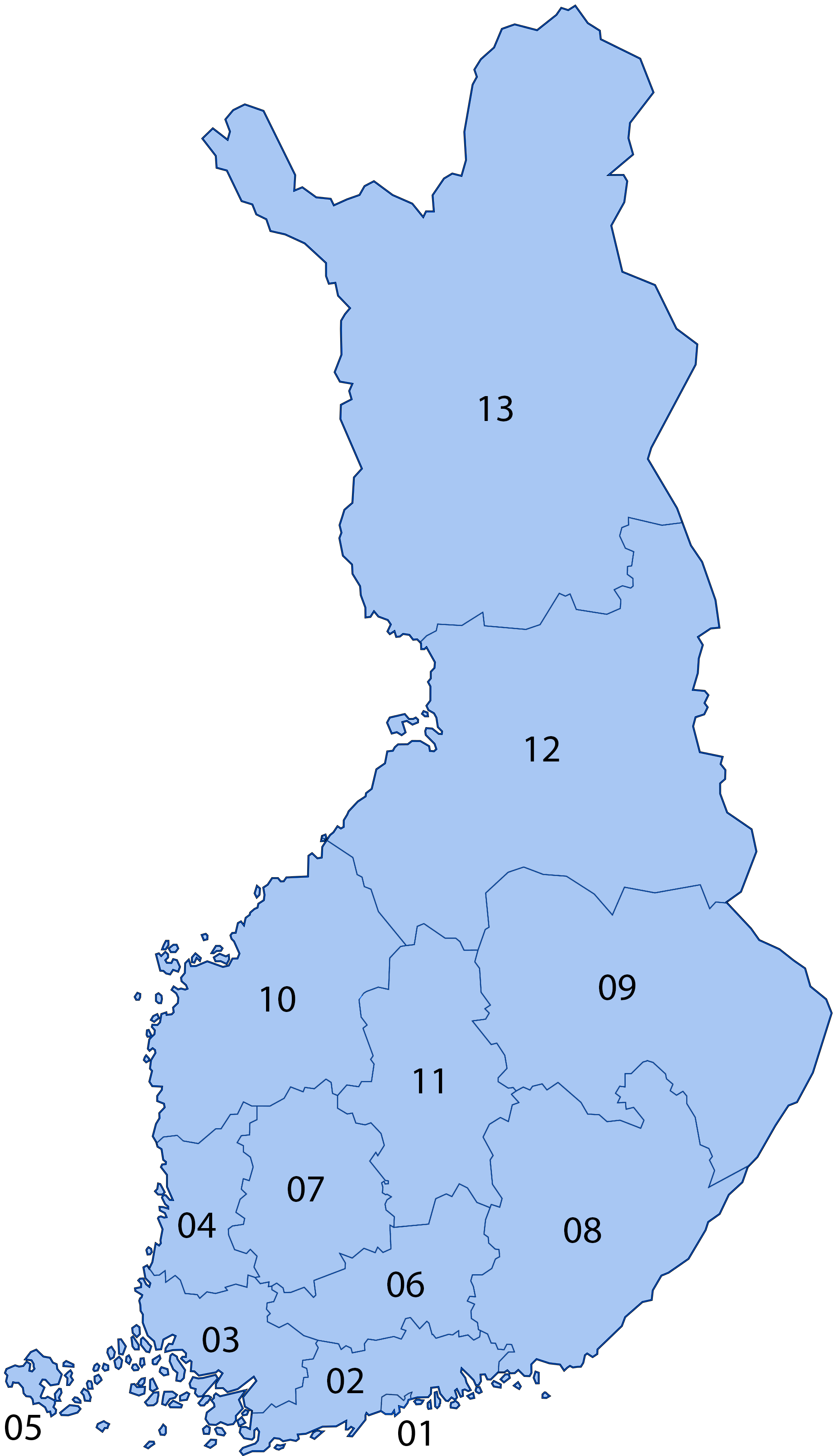
Okręgi wyborcze Finlandii

W marcu 2013 wprowadzono nowy podział na okręgi wyborcze, w wyniku którego zmniejszono ich liczbę z 15 do 13. Były to pierwsze wybory, w których on obowiązuje. Nowy podział kształtuje się następująco:
| Okręg wyborczy                    | Miejsca w parlamencie |
| --------------------------------- | --------------------- |
| 1: Helsinki                       | 22                    |
| 2: Uusimaa                        | 35                    |
| 3: Finlandia Właściwa             | 17                    |
| 4: Satakunta                      | 8                     |
| 5: Wyspy Alandzkie                | 1                     |
| 6: Tavastia                       | 14                    |
| 7: Pirkanmaa                      | 19                    |
| 8: Finlandia Południowo-Wschodnia | 17                    |
| 9: Sawonia-Karelia                | 16                    |
| 10: Vaasa                         | 16                    |
| 11: Finlandia Środkowa            | 10                    |
| 12: Oulu                          | 18                    |
| 13: Laponia                       | 7                     |

Mandaty są przydzielane metodą D’Hondta.

## Wyniki
Na podstawie:
| Partia                                                    | Liczba głosów | %     | Miejsca w parlamencie | +/–  |
| --------------------------------------------------------- | ------------- | ----- | --------------------- | ---- |
| Partia Centrum                                            | 626 218       | 21,10 | 49                    | +14  |
| Partia Koalicji Narodowej                                 | 540 212       | 18,20 | 37                    | –7   |
| Perussuomalaiset                                          | 524 054       | 17,65 | 38                    | –1   |
| Socjaldemokratyczna Partia Finlandii                      | 490 102       | 16,51 | 34                    | –8   |
| Liga Zielonych                                            | 253 102       | 8,53  | 15                    | +5   |
| Sojusz Lewicy                                             | 211 702       | 7,14  | 12                    | –2   |
| Szwedzka Partia Ludowa                                    | 144 802       | 4,87  | 9                     | 0    |
| Chrześcijańscy Demokraci                                  | 105 134       | 3,54  | 5                     | –1   |
| Partia Piratów                                            | 25 086        | 0,85  | 0                     | 0    |
| Partia Niepodległości                                     | 13 638        | 0,46  | 0                     | 0    |
| Koalicja Alandzka                                         | 10 910        | 0,37  | 1                     | 0    |
| Komunistyczna Partia Finlandii                            | 7 529         | 0,25  | 0                     | 0    |
| Zmiana 2011                                               | 7 442         | 0,25  | 0                     | 0    |
| Pirkanmaa Joint List                                      | 2 469         | 0,08  | 0                     | Nowa |
| Liberałowie dla Wysp Alandzkich                           | 1 277         | 0,04  | 0                     | 0    |
| Komunistyczna Partia Robotnicza – Dla Pokoju i Socjalizmu | 1 100         | 0,04  | 0                     | 0    |
| Partia Pracy                                              | 984           | 0,03  | 0                     | 0    |
| Köyhien Asialla                                           | 623           | 0,02  | 0                     | 0    |
| Niezależni                                                | 2 075         | 0,07  | 0                     | 0    |
| Razem                                                     | 2 968 459     | 100   | 200                   | 0    |
|                                                           |               |       |                       |      |
| Głosy ważne                                               | 2 968 459     | 99,45 |                       |      |
| Głosy nieważne                                            | 15 397        | 0,55  |                       |      |
| Głosów ogółem                                             | 2 983 856     | 100   |                       |      |
| Uprawnionych do głosowania/Frekwencja                     | 4 221 237     | 70,1  |                       |      |